# Ранден (Охајо)
Ранден (енгл. Rarden) град је у америчкој савезној држави Охајо.

## Демографија
По попису из 2010. године број становника је 159, што је 17 (-9,7%) становника мање него 2000. године.
| Група             | 2000.       | 2010.       |
| Белци             | 164 (93,2%) | 158 (99,4%) |
| Афроамериканци    | 0 (0,0%)    | 0 (0,0%)    |
| Азијати           | 0 (0,0%)    | 1 (0,6%)    |
| Хиспаноамериканци | 0 (0,0%)    | 0 (0,0%)    |
| Укупно            | 176         | 159         |